# Buffalo Grove
Buffalo Grove – wieś położona na granicy hrabstw Cook i Lake w stanie Illinois w Stanach Zjednoczonych. Wieś ta leży w obszarze metropolitalnym miasta Chicago.

## Demografia
- Powierzchnia: 24,81 km²
- Ludność: 42 482 (2023)[1]